# Permanente inkomenshypothese
De permanente inkomenshypothese (PIH) is een consumptietheorie, die door de Amerikaanse econoom Milton Friedman is ontwikkeld. 
In zijn eenvoudigste vorm behelst de hypothese dat de keuzes die door consumenten over hun consumptiepatroon worden gemaakt, grotendeels door veranderingen in hun permanente inkomen worden bepaald. Veranderingen in hun tijdelijke inkomsten hebben relatief weinig invloed. De voornaamste conclusie van deze theorie is dat tijdelijke, van voorbijgaande aard zijnde veranderingen in inkomen weinig effect op de consumptieve bestedingen hebben, terwijl permanente veranderingen juist grote gevolgen op de consumentenbestedingen hebben.
Permanente inkomen wordt gedefinieerd als het gemiddelde inkomen dat een huishouden over een langere periode verwacht te verdienen. Hoelang die periode is zal onder meer afhangen van de leeftijden van de economische agenten, de mate van risico-aversiteit, die onder andere tot uiting zal komen in de mate spaarzaamheid, het feit of de economische agenten kinderen hebben, de verwachte inflatie in relatie tot de actuele rentestanden en meer in het algemeen de mate van vertrouwen in de toekomst.